# Athlone-Stadion
Das Athlone-Stadion ist ein Fußballstadion in Athlone, Kapstadt, Südafrika. Es ist das Heimstadion von Santos Kapstadt und bietet Platz für 34.000 Zuschauer. Das Stadion wurde 1972 erbaut.